# 自動憑證更新環境

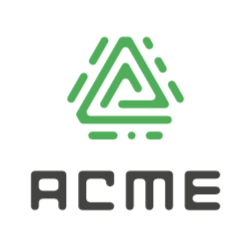
ACME標誌

自动证书管理环境（英語：Automatic Certificate Management Environment，缩写ACME）是一种通信协议，用于证书颁发机构与其用户的Web服务器之间的自动化交互，允许以极低成本自动化部署公钥基础设施。该协议由網際網路安全研究小組（ISRG）为Let's Encrypt服務設計。
该协议通过HTTPS协议傳輸JSON格式的信息 ，并已由专门的IETF工作组在RFC 8555中规范为一个互联网标准。

## 客户端实现
ISRG提供了自由且开源的ACME实現軟體certbot，它是一个基于Python编写的使用ACME协议的服务器证书管理软件  ，另有用Go語言编写的证书颁发机构实现boulder。其他ACME客户端实现還包括Smallstep、step-ca和Keyon Enterprise PKI （页面存档备份，存于）。
自2015年以来，各操作系统上已出现众多可供选择的客户端。
| 客户端                                 | 类型               | 组织和/或主要赞助商                       | 操作系统              | 开源 | 商业使用 |
| -------------------------------------- | ------------------ | ----------------------------------------- | --------------------- | ---- | -------- |
| acme.sh （页面存档备份，存于）         | shell脚本          | Neil Pang，ZeroSSL（apilayer）            | Linux, macOS          | 是   | 否       |
| Caddy （页面存档备份，存于）           | 网络服务器         | Matt Holt，ArdanLabs，ZeroSSL（apilayer） | Linux、macOS、Windows | 是   | 是       |
| Certbot （页面存档备份，存于）         | python脚本         | 網際網路安全研究小组                      | Linux、macOS、Windows | 是   | 否       |
| Certify The Web （页面存档备份，存于） | 图形界面和后台服务 | Webprofusion                              | Windows、Linux        | 是   | 是       |
| win-acme （页面存档备份，存于）        | 命令列             | Wouter Tinus                              | Windows               | 是   | 否       |

## ACME服务提供商
支持基于ACME的免费或低成本的证书服务提供商包括Let's Encrypt、BuyPass Go SSL （页面存档备份，存于）、ZeroSSL （页面存档备份，存于）和SSL.com （页面存档备份，存于）。其他许多憑證頒發機構和程式供應商将ACME服务作为付费PKI解决方案的一部分，例如Entrust和DigiCert。

## API版本

### API v1
API v1规范于2016年4月12日发布。该版本支持为完整網域名稱颁发证书，例如example.com或cluster.example.com，但不支持例如*.example.com的通用憑證。Let's Encrypt于2021年6月1日結束了API v1的支持。

### API v2
API v2在多次推迟后于2018年3月13日发布。ACME v2不向下兼容v1。版本2支持通用域名憑證，例如*.example.com，允许单个域下的专用网络中的大量子域用一个共享的“通配符”证书获得受信任的TLS，例如https://cluster01.example.com、https://cluster02.example.com、https://example.com。v2中的一个主要的新要求是请求通用域名憑證需要修改域名服务的TXT记录，以验证域名所有權。
自v1以来对ACME v2协议的更改包括：
1. 授权/发行流程已更改。
2. JWS请求授权已更改。
3. JWS请求正文的“resource”字段替换为新的JWS标头“url”。
4. 目录端点/资源重命名。
5. 验证资源中的URI更名为URL。
6. 帐户创建和ToS协议从两步变为一步。
7. 实现一种新的驗證类型TLS-ALPN-01。由于安全问题，早期的挑战类型TLS-SNI-01和TLS-SNI-02因安全问题已移除。[15] [16]